# Sphenomorphus woodfordi
Sphenomorphus woodfordi es una especie de escincomorfos de la familia Scincidae.

## Distribución geográfica yhábitat
Es endémica del archipiélago de las islas Salomón (Papúa Nueva Guinea e Islas Salomón).